# ジェシー・ジェームズの暗殺
『ジェシー・ジェームズの暗殺』（原題: The Assassination of Jesse James by the Coward Robert Ford）は、2007年のアメリカ映画。
第64回ヴェネツィア国際映画祭で上映され、ブラッド・ピットが男優賞を受賞。また、第80回アカデミー賞ではケイシー・アフレックが助演男優賞に、ロジャー・ディーキンスが撮影賞の候補になった。
アメリカでは2007年9月21日に、日本では2008年1月12日に、共にワーナー・ブラザース配給で公開。

## キャスト
| 役名                       | 俳優                         | 日本語吹替 |
| -------------------------- | ---------------------------- | ---------- |
| ジェシー・ジェームズ       | ブラッド・ピット             | 咲野俊介   |
| ロバート（ボブ）・フォード | ケイシー・アフレック         | 佐藤せつじ |
| フランク・ジェームズ       | サム・シェパード             | 安原義人   |
| ジー・ジェームズ           | メアリー＝ルイーズ・パーカー | 麻生侑里   |
| ウッド・ハイト             | ジェレミー・レナー           | 北沢洋     |
| ディック・リディル         | ポール・シュナイダー         | 村治学     |
| ドロシー・エバンズ         | ズーイー・デシャネル         | 小林優子   |
| チャーリー・フォード       | サム・ロックウェル           | 竹若拓磨   |
| エド・ミラー               | ギャレット・ディラハント     |            |
| マーサ・ボルトン           | アリソン・エリオット         |            |
| ヘンリー・クレイグ         | マイケル・パークス           |            |
| ティンバーレイク保安官     | テッド・レヴィン             |            |
| サラー・ハイト             | カイリン・シー               |            |
| エドワード・オケリー       | マイケル・コープマン         |            |
| ナレーション               | ヒュー・ロス                 |            |

## 主な受賞
- 第64回ヴェネツィア国際映画祭：男優賞（ブラッド・ピット）
- ナショナル・ボード・オブ・レビュー賞 (2007年)：助演男優賞（ケイシー・アフレック）
- 全米批評家協会賞：助演男優賞（ケイシー・アフレック）
- サンフランシスコ映画批評家協会賞：作品賞、助演男優賞（ケイシー・アフレック）
- シカゴ映画批評家協会賞：撮影賞（ロジャー・ディーキンス）
- セントルイス映画批評家協会賞：助演男優賞（ケイシー・アフレック）、撮影賞（ロジャー・ディーキンス）
- 第12回フロリダ映画批評家協会賞：撮影賞（ロジャー・ディーキンス）
- ヒューストン映画批評家協会賞：撮影賞（ロジャー・ディーキンス）